# 连都镇
连都镇，是中华人民共和国广东省肇庆市封开县下辖的一个乡镇级行政单位。

## 行政区划
连都镇下辖以下地区：
长罗社区、文华村、四村、华石村、河口村、深底村、清水村、东安村、社墩村、云塘村、芬守村和冷水村。